# Stazione di San Giovanni (Novellara)
La stazione di San Giovanni è una fermata ferroviaria posta sulla ferrovia Reggio Emilia-Guastalla. Serve la località di San Giovanni della Fossa, frazione del comune di Novellara, in provincia di Reggio Emilia.
La stazione è gestita da Ferrovie Emilia Romagna (FER).

## Strutture e impianti
La fermata è dotata di un unico binario, servito da un marciapiede basso (25 cm). Non sono presenti sottopassi.
Il sistema di informazioni ai viaggiatori è esclusivamente sonoro, senza tabelloni video di stazione.

## Movimento
La stazione è servita da treni regionali svolti da Trenitalia Tper nell'ambito del contratto di servizio stipulato con la regione Emilia-Romagna.
A novembre 2019, la stazione risultava frequentata da un traffico giornaliero medio di circa 76 persone (38 saliti + 38 discesi).